# Raissac
Raissac település Franciaországban, Ariège megyében. Lakosainak száma 49 fő (2022. január 1.). Raissac Ilhat, Lavelanet, Péreille és Sautel községekkel határos.

## Népesség
A település népessége az elmúlt években az alábbi módon változott:
| Lakosok száma | 55   | 43   | 36   | 44   | 45   | 43   | 48   | 53   | 54   | 49   |
|               | 1968 | 1982 | 1990 | 2006 | 2013 | 2015 | 2017 | 2019 | 2020 | 2022 |